# Hammam d'Agadir
 (septembre 2022).
La mise en forme du texte ne suit pas les recommandations de Wikipédia : il faut le « wikifier ».
Les points d'amélioration suivants sont les cas les plus fréquents. Le détail des points à revoir est peut-être précisé sur la page de discussion.
- Les titres sont pré-formatés par le logiciel. Ils ne sont ni en capitales, ni en gras.
- Le texte ne doit pas être écrit en capitales (les noms de famille non plus), ni en gras, ni en italique, ni en « petit »…
- Le gras n'est utilisé que pour surligner le titre de l'article dans l'introduction, une seule fois.
- L'italique est rarement utilisé : mots en langue étrangère, titres d'œuvres, noms de bateaux, etc.
- Les citations ne sont pas en italique mais en corps de texte normal. Elles sont entourées par des guillemets français : « et ».
- Les listes à puces sont à éviter, des paragraphes rédigés étant largement préférés. Les tableaux sont à réserver à la présentation de données structurées (résultats, etc.).
- Les appels de note de bas de page (petits chiffres en exposant, introduits par l'outil «  Source ») sont à placer entre la fin de phrase et le point final[comme ça].
- Les liens internes (vers d'autres articles de Wikipédia) sont à choisir avec parcimonie. Créez des liens vers des articles approfondissant le sujet. Les termes génériques sans rapport avec le sujet sont à éviter, ainsi que les répétitions de liens vers un même terme.
- Les liens externes sont à placer uniquement dans une section « Liens externes », à la fin de l'article. Ces liens sont à choisir avec parcimonie suivant les règles définies. Si un lien sert de source à l'article, son insertion dans le texte est à faire par les notes de bas de page.
- La présentation des références doit suivre les conventions bibliographiques. Il est recommandé d'utiliser les modèles {{Ouvrage}}, {{Chapitre}}, {{Article}}, {{Lien web}} et/ou {{Bibliographie}}. Le mode d'édition visuel peut mettre en forme automatiquement les références.
- Insérer une infobox (cadre d'informations à droite) n'est pas obligatoire pour parachever la mise en page.

Pour une aide détaillée, merci de consulter Aide:Wikification.
Si vous pensez que ces points ont été résolus, vous pouvez retirer ce bandeau et améliorer la mise en forme d'un autre article.
Le bain d'Agadir ou hammam d'Agadir est ancien hammam, situé dans l'ancien quartier Agadir, de Tlemcen, en Algérie, quelques vestiges du bain subsistent toujours au niveau du site à l'est de la ville.

## Histoire
L'importance du site, son occupation au fil des siècles et son histoire ont été cités dans différentes sources et ouvrages. On cite à cet effet comme exemple le texte de l’auteur de al-Istibsar qui dit : « Tlemcen est une grande et ancienne ville où de nombreux restes de monuments antiques attestent qu’elle a servi de capitale à des peuples qui ne sont plus ».

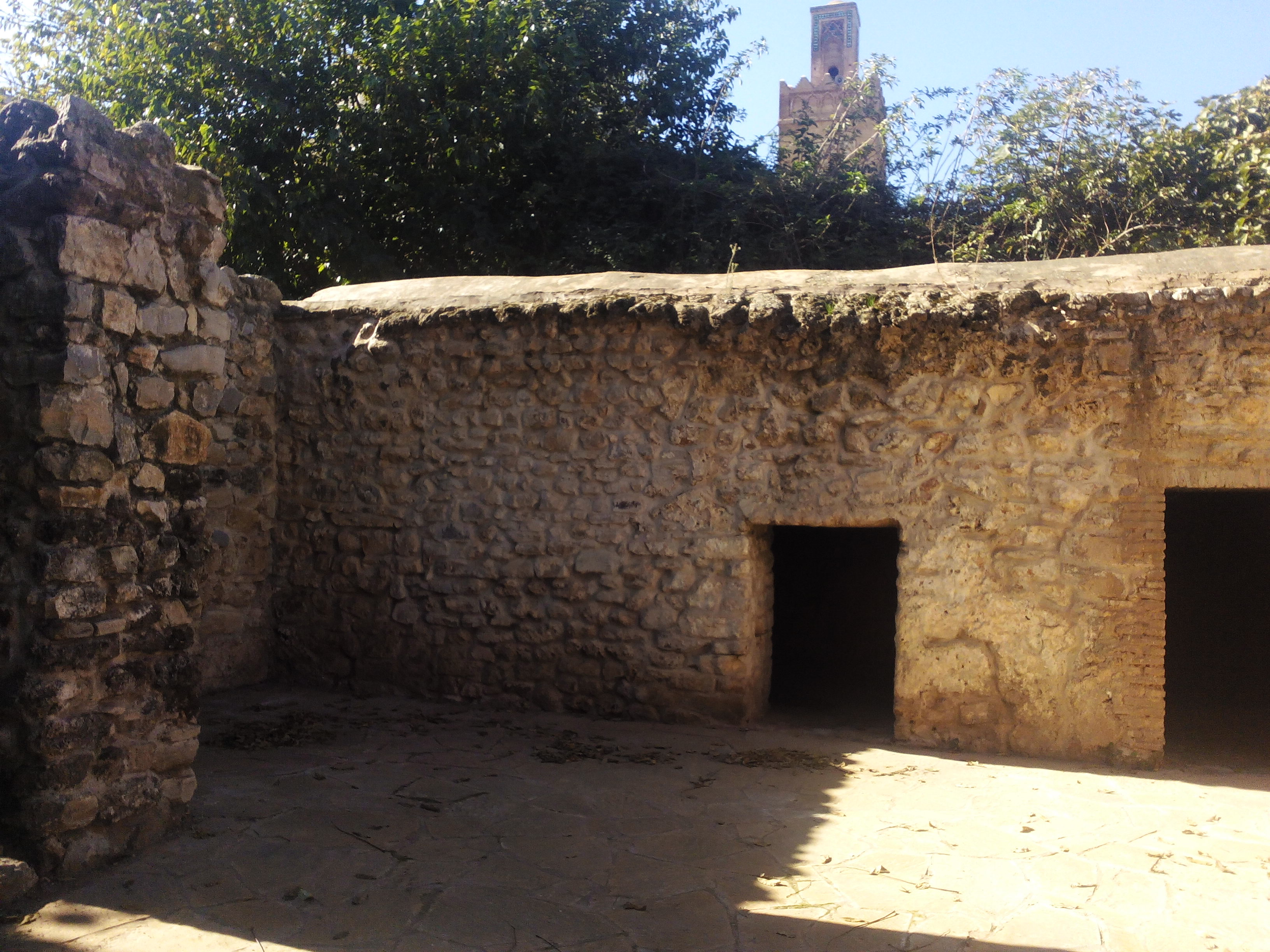
Vue sur le minaret d'Agadir à partir du bain.

De l'ancienne mosquée d'Agadir il ne subsiste aujourd’hui que quelques pans de muraille, avec des inscriptions latines trouvées au niveau de la niche du mihrab.  D’après El Bekri dans son Messalik : « Agadir est une ville entourée de murs, située au pied d’une montagne, elle a cinq portes, dont trois dans le midi (sud) Bab El Hmam, Bab Wahb, Bab El Khoukha, une dans l’ouest Bab Ali Kora, et une à l’est Bab Al Akba »
Aujourd'hui la date de fondation du bain n'est attesté sur aucun document, certains[Qui ?] le rattache à la période Idrisside, d'autres à une époque ultérieure. Le bain a été mentionné pour la première fois dans la littérature en 1908 par Alfred Bel, où l’auteur cite le bain brièvement : « …il existe encore quelques vestiges d’un ancien bain maure, dont l’emplacement est marqué par des pans de mur en pisé. L’étuve rectangulaire est bien conservée, avec son toit en forme de voûte en plein cintre. Des tuyaux en terre cuite, retrouvés récemment dans les jardins voisins devaient amener l’eau courante à ce bain maure ». C’est seulement en 1910 et en effectuant des fouilles sur l’ancienne mosquée d’Agadir, que l’auteur donna une description plus détaillée du bain qui jusqu’alors été passé inaperçu et n’avait attiré l’attention des archéologues.
Un relevé exact des constatations faites sur le bain a été établi par l’auteur sans avoir eu recours à des fouilles. Les ruines du bain comprenaient ainsi 3 espaces distincts : une première salle voûtée en berceau encore bien conservée, la deuxième salle où ne subsistent que les murs et une partie de la voûte en berceau qui la recouvrait, et enfin quelques vestiges de murs en pisé. Un plan de la zone fouillée par Bel, qui comprend mosquée et bain a été publié dans la revue africaine.

## Description

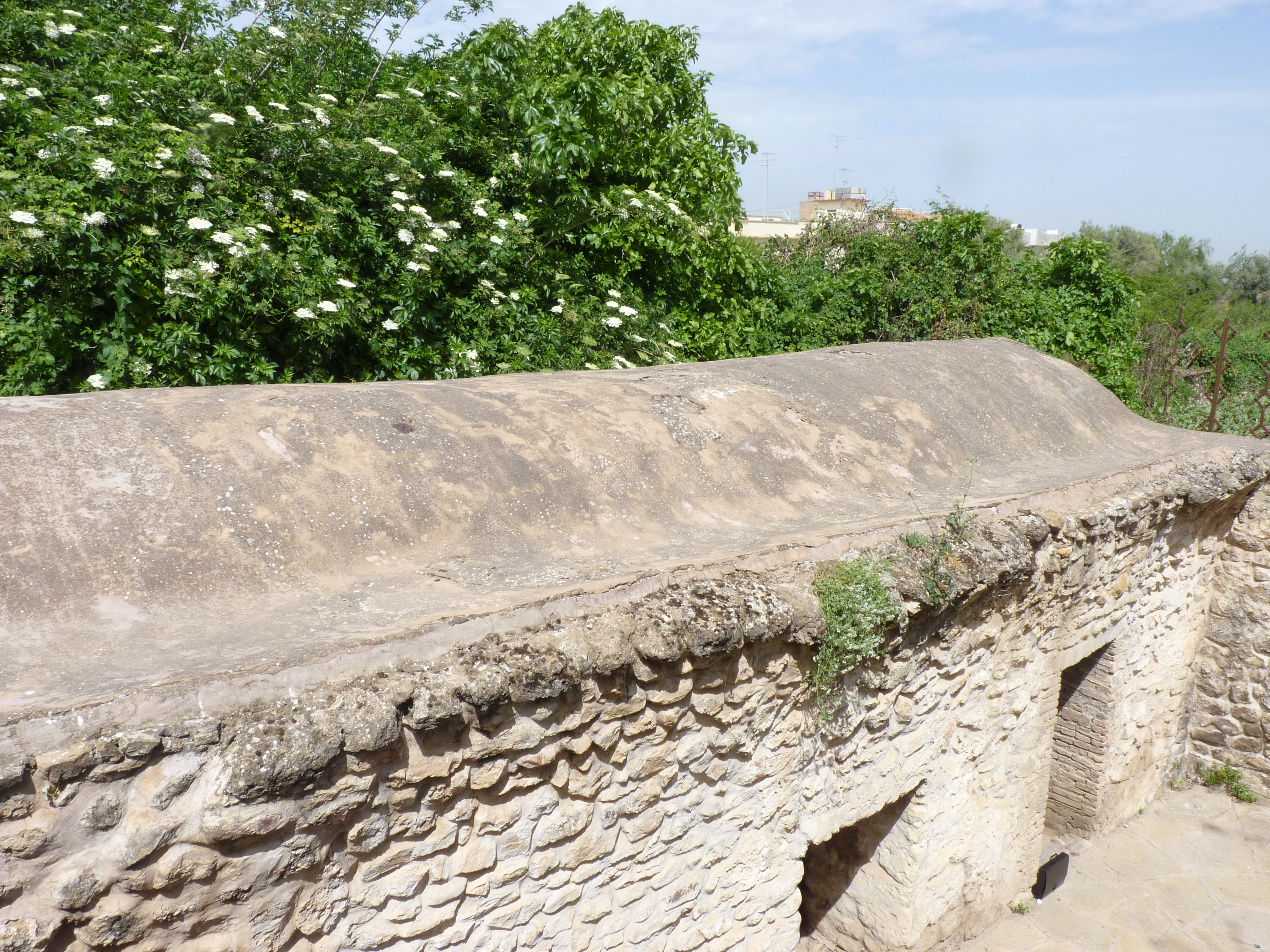
Vue la salle chaude voûtée du bain.

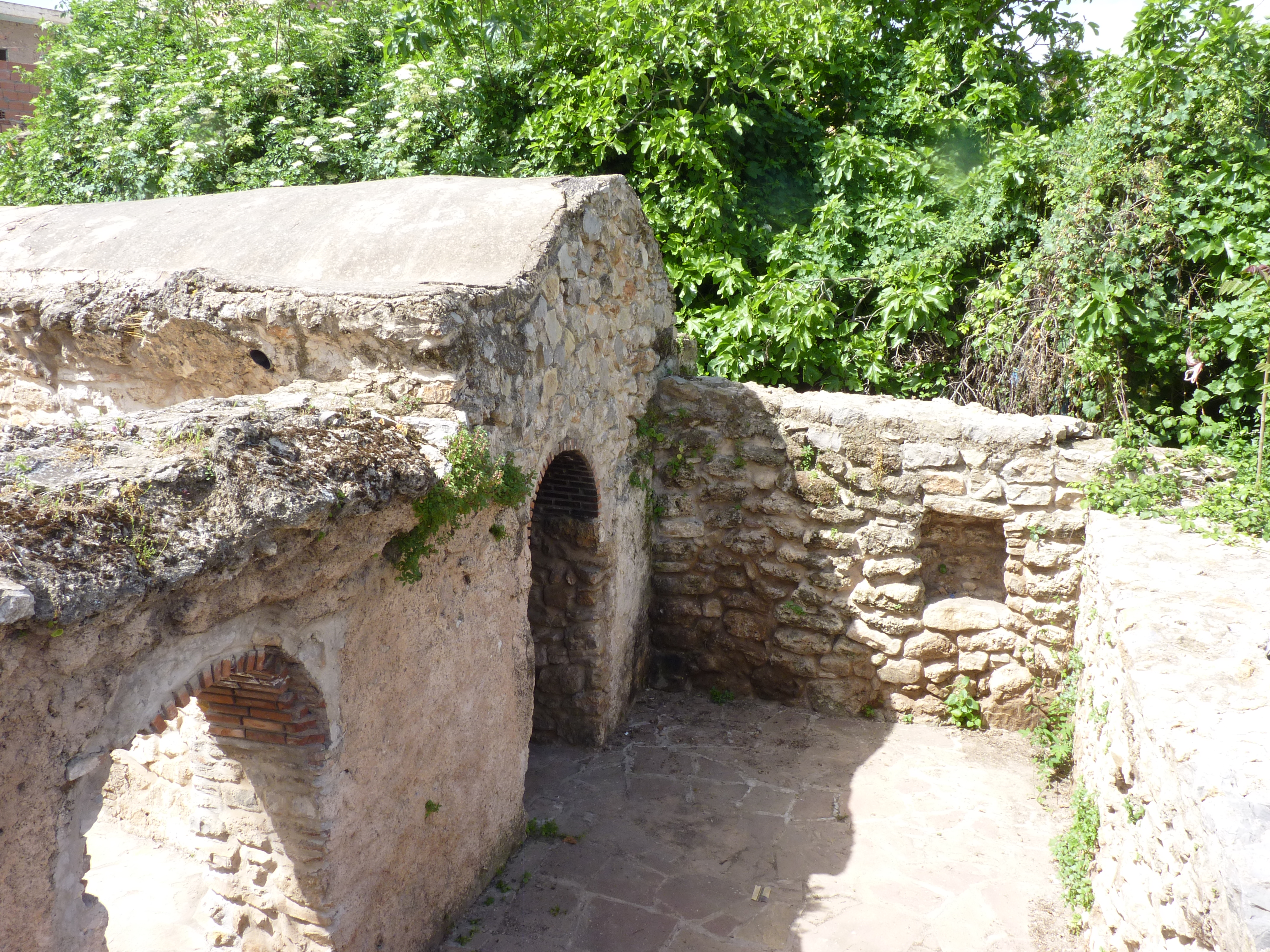
Vue sur la deuxième salle du bain.

Le bain, construit sur une superficie de 243 m2, est limité par des habitations et des terres agricoles. Approximativement orthogonal de 16 × 15,20 m, il se compose aujourd’hui de 3 espaces avec des épaisseurs de murs qui varient aujourd'hui entre 2,10 m ; 1,30 m et 1,40 m. La première salle couverte par une voûte d’une surface de 27 m2, est celle la mieux conservée, et communique avec les autres espaces par le biais de 3 portes. La deuxième salle perpendiculaire à cette dernière, plus petite, sans couverture aujourd’hui, et qui présente une surface de 21,25 m2, aurait servi selon A. Bel à une autre étuve ou salle de repos, et on y accède par deux portes.
La troisième salle à quant à elle totalement disparus aujourd'hui, et il n'en subsiste que quelques pans de murs. Les murs du bain sont construits avec une seule paroi en maçonnerie de pierre de taille de dimensions et de formes irrégulières, et il ne reste aujourd’hui aucune trace d’enduit sur les mus, mais A. Bel a parlé d’enduit à la chaux encore apparent en 1910. Les vestiges du bain sont compris entre deux pans de murs en pisé en ruine, d’une épaisseur de 0,60 m, à l’est et à l’ouest et qui renfermaient d’après Bel les limites du bain. 
Le bain a pu bénéficier de travaux de restauration en 2003, et l'intervention concernait l’ensemble du bain et l’ancienne mosquée d’Agadir, elle consistait à cet effet et avant tout en une revalorisation du site avec travaux d’urgence de consolidation. Aujourd'hui le bain reste méconnu de la population locale et nationale, et mériterait une prise en charge pour une revalorisation.
À Tlemcen, comme dans les autres cités anciennes islamiques, les bains font partie de la mémoire collective de la population, et constituent un élément important du programme de protection du patrimoine d'une ville afin de le transmettre aux générations futures.